# The Great Waldo Search
The Great Waldo Search est un jeu vidéo de réflexion sorti en 1992 sur Mega Drive, NES et Super NES. Le jeu a été développé par Radiance Software et édité par THQ. Il est basé sur le livre-jeu Où est Charlie ? Le voyage fantastique et fait suite au jeu vidéo Where's Waldo? sorti sur NES un peu plus tôt.